# Ricardo Santos
Ricardo Santos (født 13. februar 1987) er en brasiliansk fodboldspiller.